# 마르차노디놀라
마르차노디놀라(이탈리아어: Marzano di Nola)는 이탈리아 캄파니아주 아벨리노도의 코무네다.